# رمطان لعمامرة
رمطان لعمامرة (رمضان العمامرة) سياسي جزائري، ولد في ولاية بجاية في عام 1952، تخرج من المدرسة العليا للإدارة، اشتغل سابقا في منصب الأمين العام لوزارة الشؤون الخارجية، وكذلك كمبعوث للأمم المتحدة إلى ليبيريا بين عامي 2003 و2007، وفي المجال الدبلوماسي اشتغل كسفير الجزائر لدى الأمم المتحدة في الفترة بين 1993 و1996، وانخرط في العديد من الوساطات لحل عدد من النزاعات في القارة الأفريقية، حتى تم تعيينه وزير الشؤون الخارجية في 11 سبتمبر 2013.
رمطان لعمامرة سبق له أن شغل منصب أمين عام لوزارة الخارجية.
وعلى صعيد المنظمات الدولية اشتغل لعمامرة حاكم مجلس الوكالة الدولية للطاقة الذرية.
وأعيد تكليفه من قبل الرئيس عبد المجيد تبون بتاريخ 07 يوليو 2021 على رأس وزارة الخارجية بموجب المرسوم رقم 281-21.
يوم 17 نوفمبر 2023 قام الأمين العام للأمم المتحدة بتعيينه مبعوثه الشخصي إلى السودان.

## رئاسة مفوضية مجلس السلام والأمن الأفريقي
في عام 2008 حيث تم انتخابه رئيسا لمفوضية مجلس السلام والأمن الأفريقي بمجموع 31 صوتا من أصل 48 أمام مرشحين من نيجيريا وغينيا، وهو الأمر الذي سمح للجزائر من تبوئ مقعد طلائعي داخل هاته الهيئة المؤثرة على الساحة الإفريقية.
حيث وصفته مجلة «جون أفريك» بالدبلوماسي متعدد الكفاءات الذي له اطلاع في الكثير من الملفات منها قضايا المرتزقة والتسلح، إصلاح الأمم المتحدة، السلاح النووي، الحكم الرشيد، وقضية الصحراء الغربية.

## الأزمة الليبية
سبق لرمطان لعمامرة أن لعب دورا محوريا في الأزمة التي شهدتها ليبيا قبل مقتل رئيسها السابق معمر القذافي على أيدي الثوار، حيث حاول تسويق المبدأ الإفريقي القاضي بعدم السماح بأي تدخل عسكري في ليبيا، كما تطرح من منصبه المذكور سلسلة من الحلول السياسية لتجاوز الأزمة الليبية وقتها.
- في 16 أبريل 2020 أعلن سحب موافقته على الاقتراح الذي قدمه له الأمين العام للأمم المتحدة أنطونيو غوتيريش بتاريخ 7 مارس 2020 ليكون مبعوثا أمميا ورئيس البعثة في ليبيا، حيث صرح لعمامرة:«...أعطيته موافقتي المبدئية من باب التزامي تجاه الشعب الليبي الشقيق والهيئات الدولية والإقليمية المعنية بإيجاد حل للازمة الليبية...يبدو أن المشاورات التي يقوم بها السيد غوتيريش منذ ذلك الحين لا تحظى بإجماع مجلس الأمن وغيره من الفاعلين، وهو إجماع ضروري لإنجاح مهمة السلم والمصالحة الوطنية في ليبيا»[11][12]
- في 21 أبريل 2020 صرح الناطق الرسمي لرئاسة الجمهورية الجزائرية ووزير الاتصال محمد السعيد بلعيد أن تَحُفظ عضو بمجلس الأمن حول ترشيح رمطان لعمامرة لشغل منصب المبعوث الأممي يعود لاعتبارات محلية تحركها بعض الأنظمة ليست لها مصلحة في حل مشكلة الشعب الليبي، وأن هذا يعتبر فشلا للأمين العام للأمم المتحدة.[13]

## شارلي إبدو
شارك في يناير 2015 كممثل رسمي للجزائر في مسيرة باريس المناهضة للإرهاب المنددة بـالهجوم على صحيفة شارلي إبدو

## مستشارا دبلوماسيا لرئيس الجمهورية
في 14 فبراير 2019، عين لعمامرة وزيرا للدولة ومستشارا دبلوماسيا لرئيس الجمهورية عبد العزيز بوتفليقة. وتراهن الرئاسة الجزائرية عليه لامتصاص غضب الشارع والمرور بسلاسة نحو إطلاق جيل جديد من الإصلاحات السياسية.

## الدبلوماسي.. نائبا للوزير الأول
في 11 مارس 2019 وعلى إثر موجة من الاحتجاجات التي هزت الشارع الجزائري. عُيّن رمطان لعمامرة في منصب نائب الوزير الأول الجديد، نور الدين بدوي، للإشارة فإن وظيفة نائب الوزير الأول تم استحداثها بموجب مرسوم رئاسي

## مجلس إدارة معهد ستوكهولم الدولي
في 23 أبريل 2020 أعلن معهد ستوكهولم الدولي لأبحاث السلام على انضمام رمطان لعمامرة إلى مجلس إدارة المعهد.

## معرض الصور

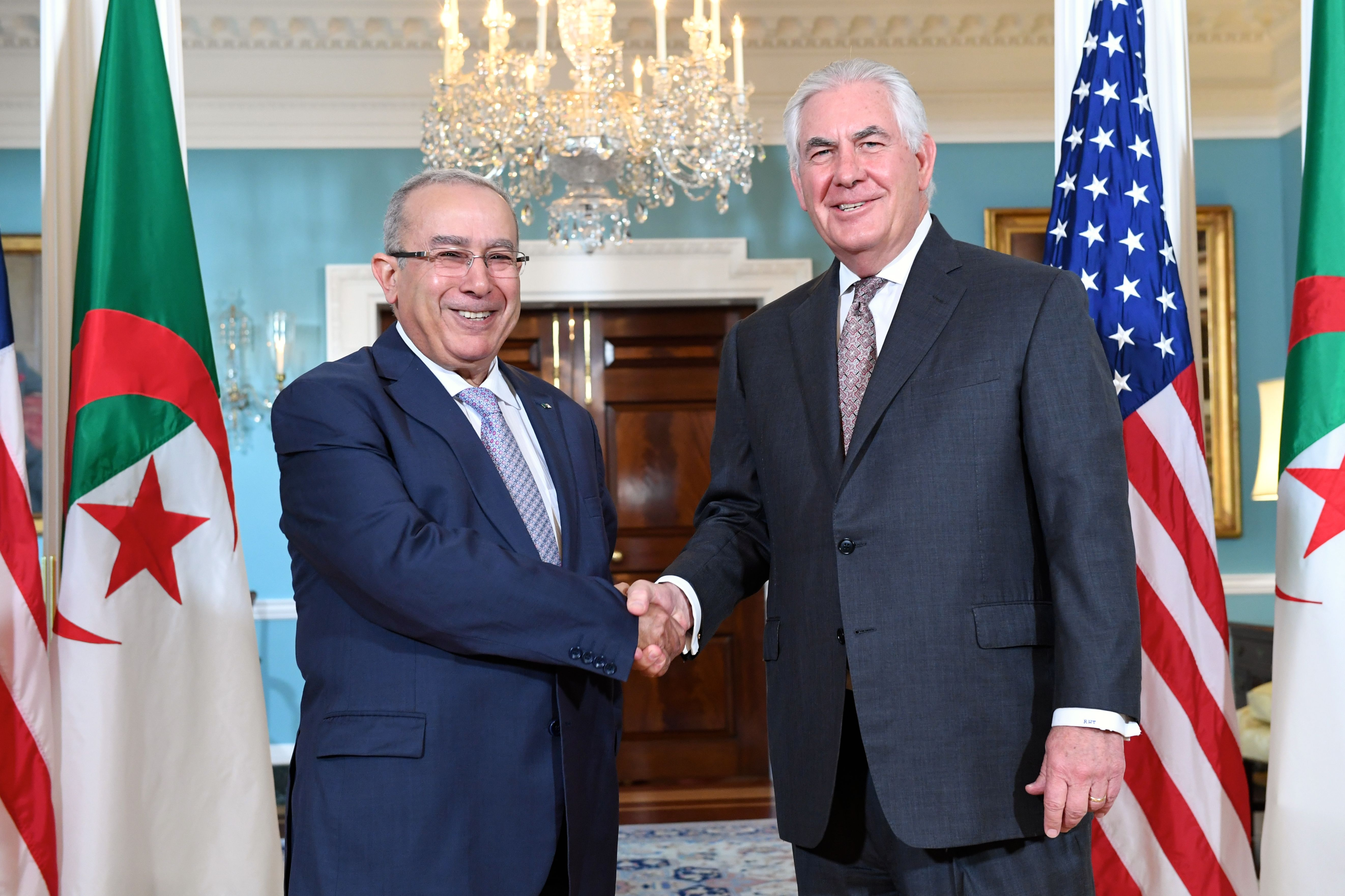
وزير الخارجية رمطان لعمامرة مع وزير الخارجية الأمريكي ريكس تيلرسون - واشنطن 17 مايو 2017
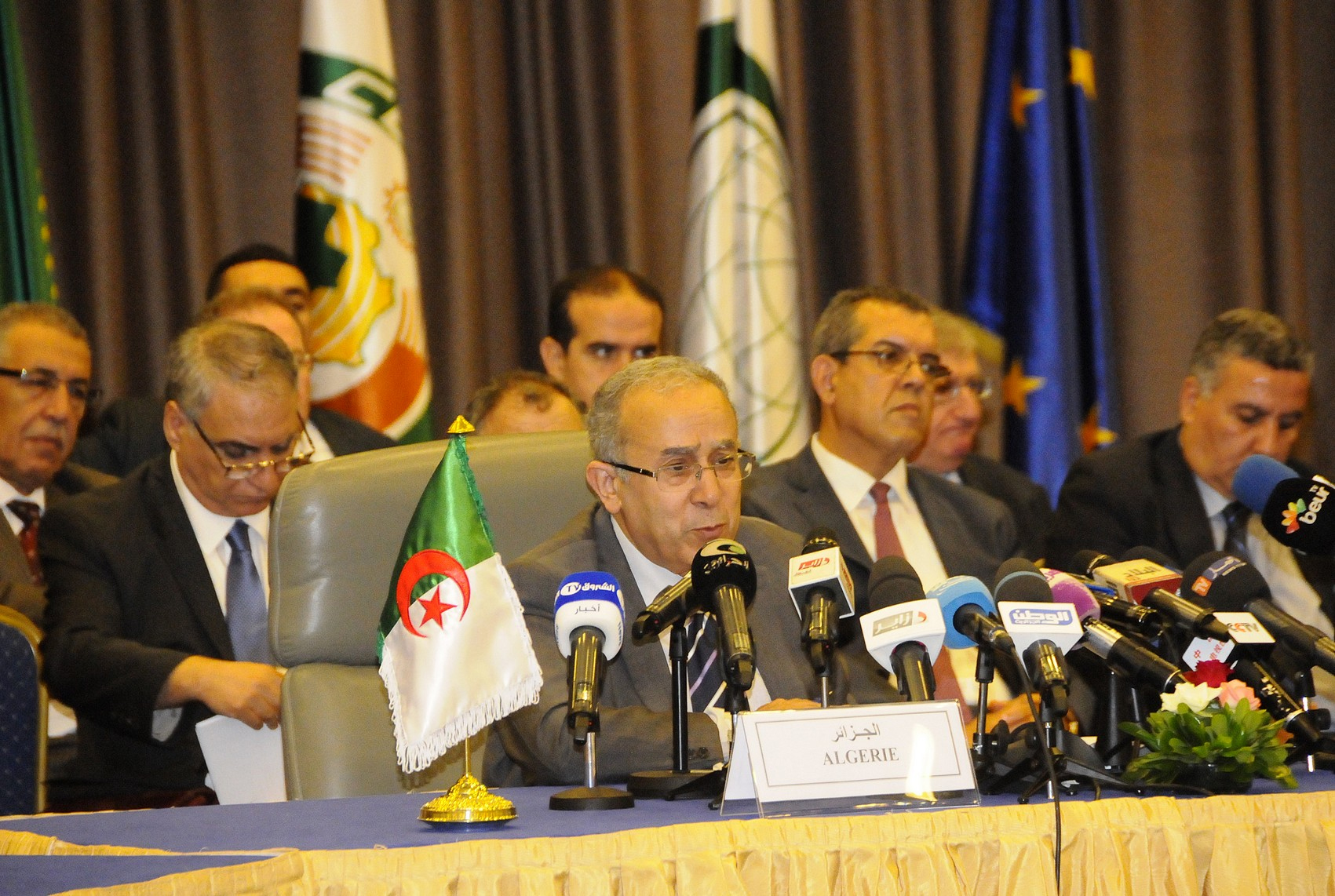
رمطان لعمامرة أثناء محادثات السلام أزمة مالي - الجزائر 22 يوليو 2014
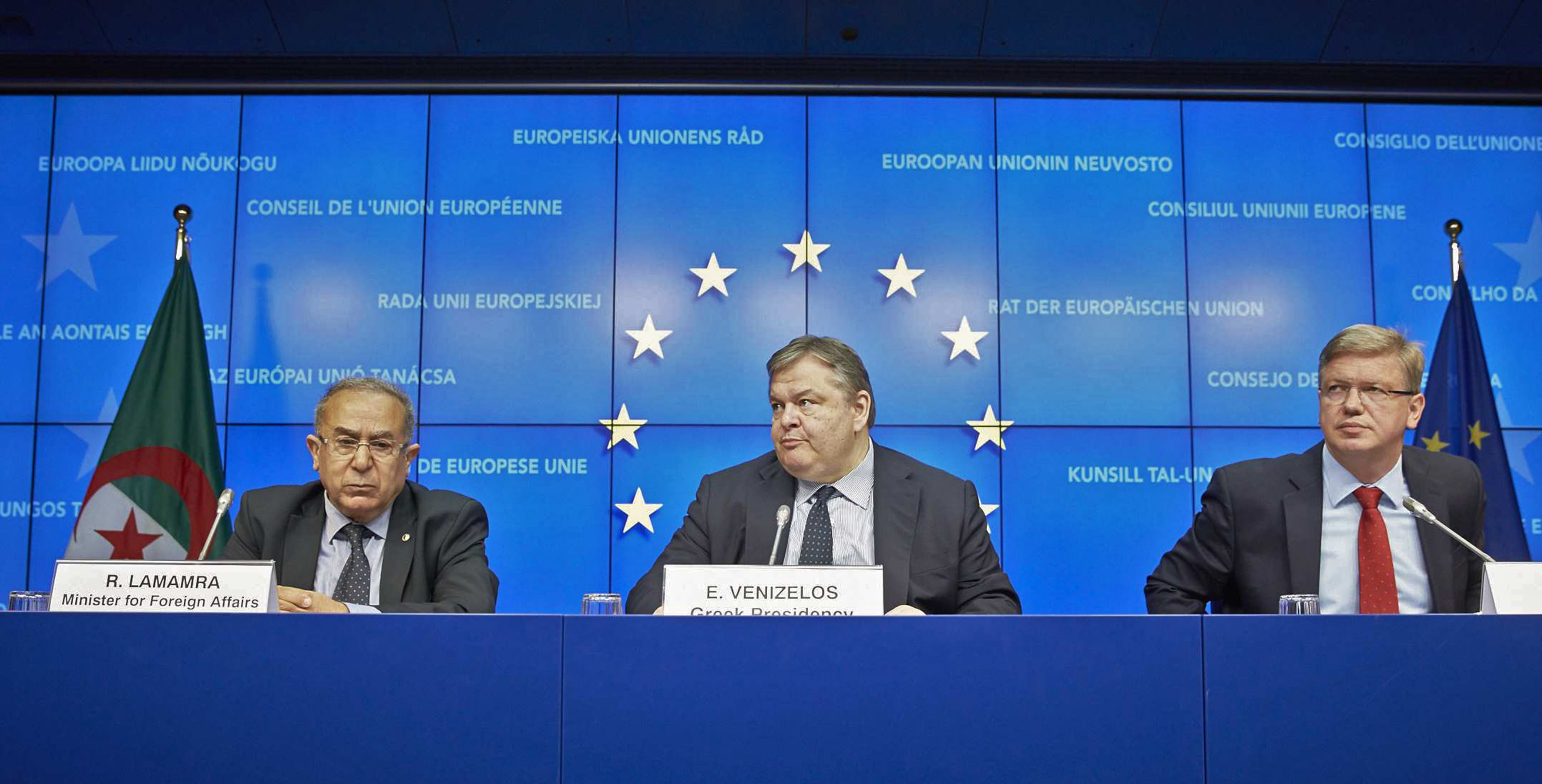
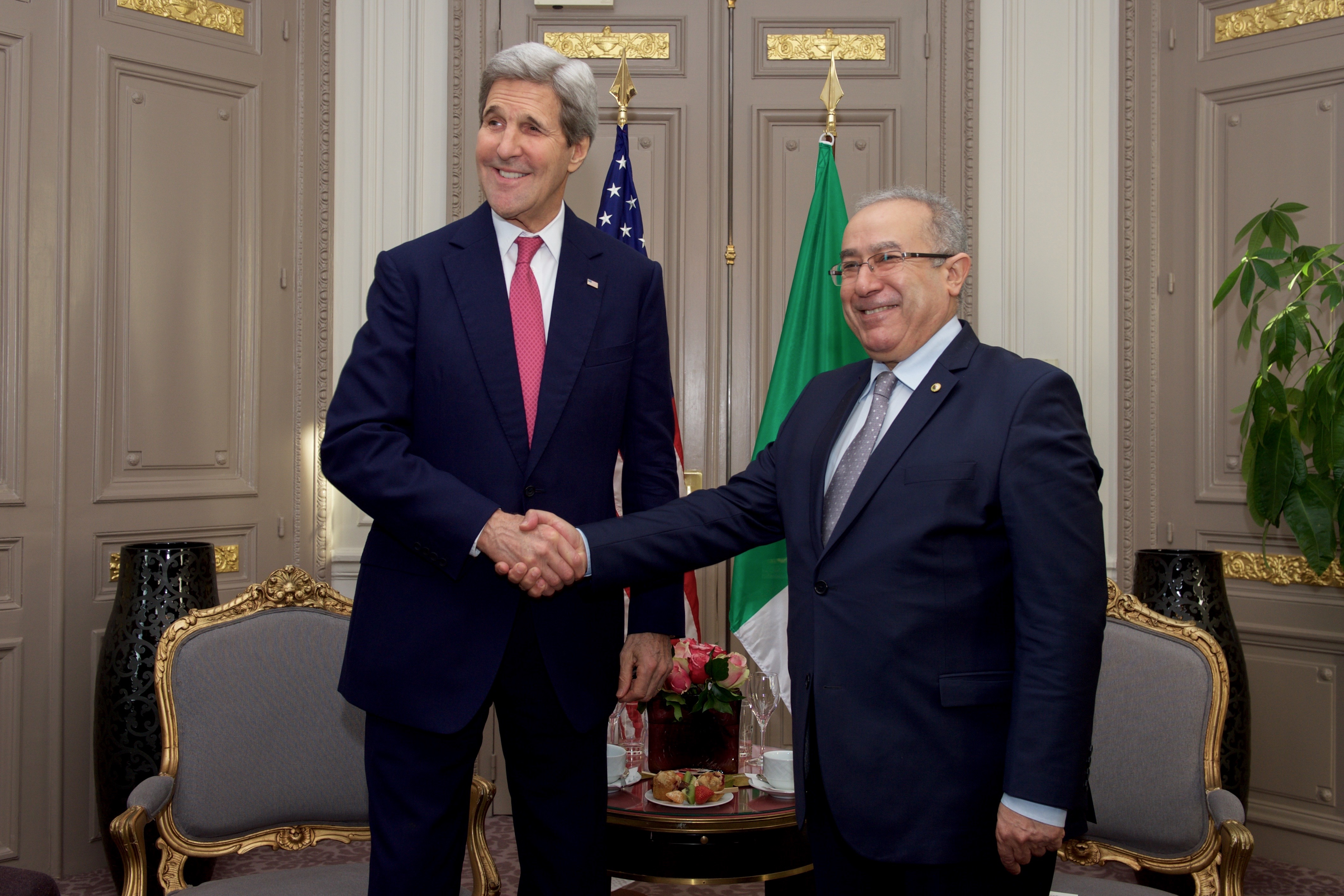
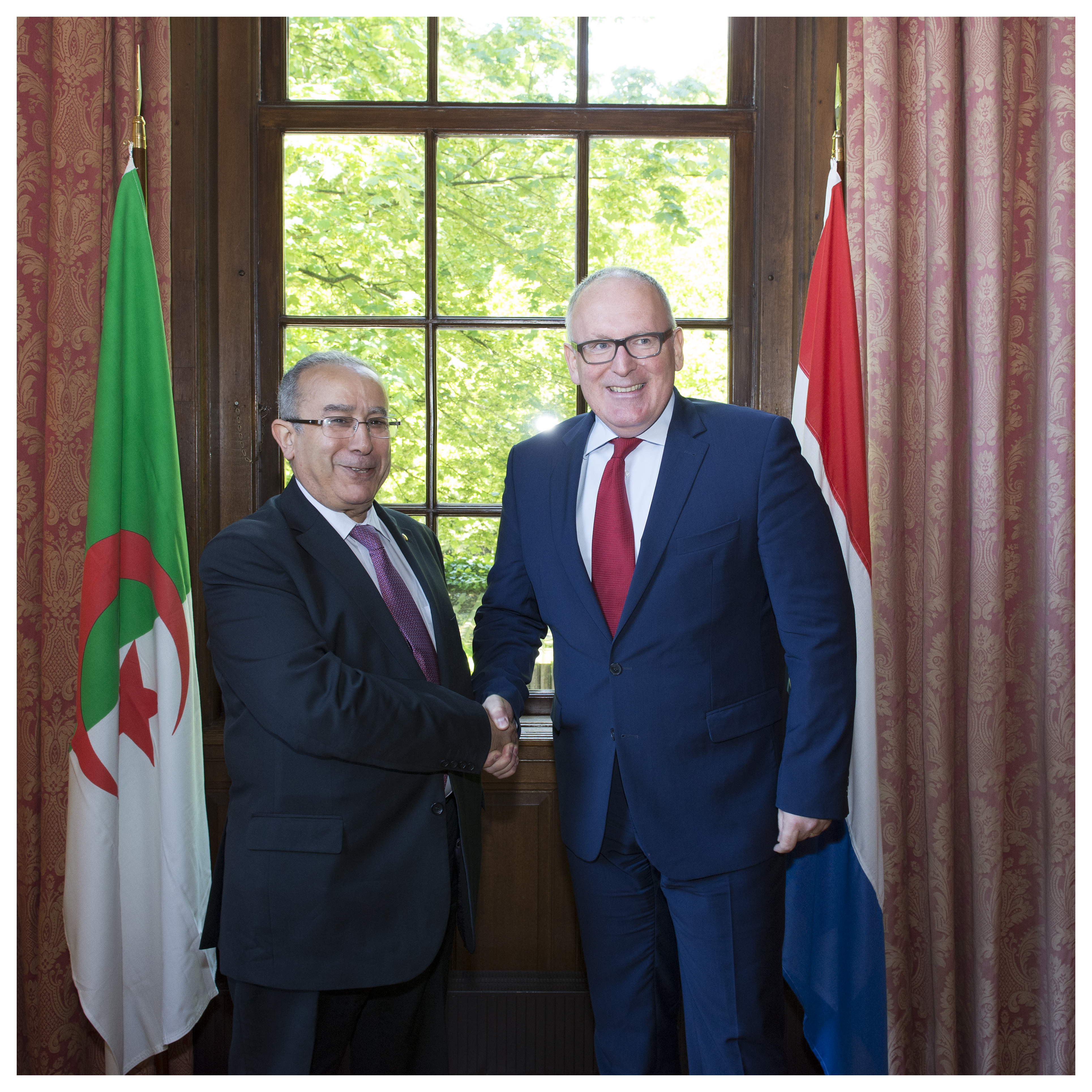
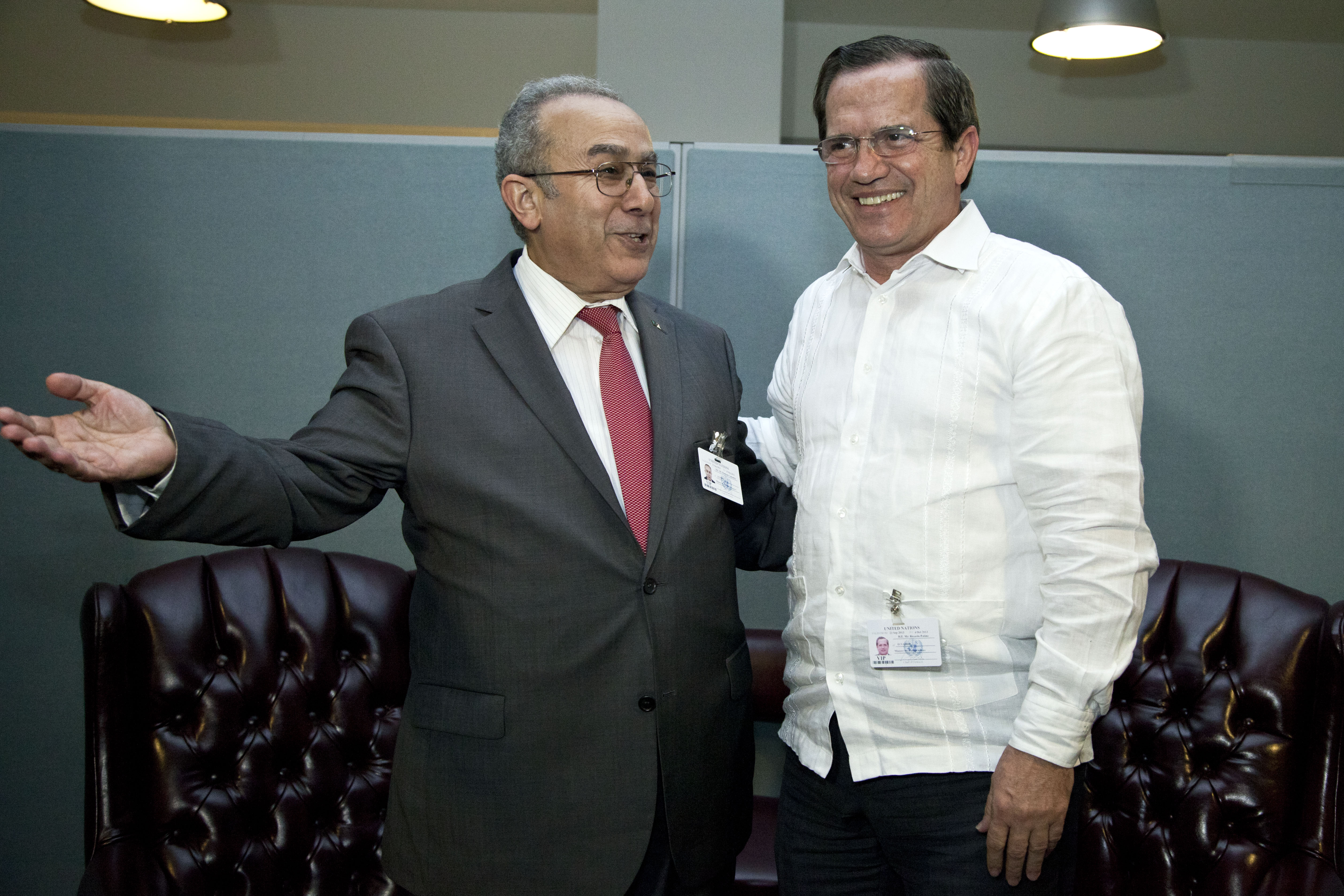